# Gampong Johar
Gampong Johar is een bestuurslaag in het regentschap Aceh Tamiang van de provincie Atjeh, Indonesië. Gampong Johar telt 882 inwoners (volkstelling 2010).